# Gleb Jakunin
Gleb Pawłowicz Jakunin, ros. Глеб Павлович Якунин (ur. 4 marca 1934 w Moskwie, zm. 25 grudnia 2014 tamże) – rosyjski duchowny prawosławny, dysydent, bojownik o prawa wierzących w ZSRR; zwolennik ujawniania kolaboracji Cerkwi z władzami sowieckimi.

## Życiorys
W młodości ortodoksyjny Żyd, za sprawą ks. Aleksandra Mienia przeszedł na prawosławie.
Święcenia przyjął w 1962 i od tego czasu działał w ruchu obrony praw wierzących. W 1965 do patriarchy Aleksego I skierował list przeciwko serwilistycznej postawie hierarchii wobec władzy komunistycznej. Teksty Jakunina na temat dyskryminacji wierzących krążyły odtąd w samizdacie.
W 1976 utworzył Komitet Obrony Praw Wierzących. W latach 1979–1987 przebywał w więzieniu, łagrze i na zesłaniu.
Po 1991 brał udział w publikacji archiwów prezentujących kolaborację Cerkwi z władzami politycznymi ZSRR, ujawnianiu pseudonimów wysokich dostojników Patriarchatu Moskiewskiego oraz powierzanych im przez partię i KGB zadań agenturalnych. W związku z tym w 1993 Święty Synod Rosyjskiego Kościoła Prawosławnego zawiesił go w czynnościach kapłańskich. Wbrew uchwałom tego synodu kandydował w tym samym roku w wyborach parlamentarnych.
Został pochowany na Cmentarzu Piatnickim w Moskwie.